# Golden Noble
Golden Noble es una  variedad cultivar de manzano (Malus domestica).
Esta variedad de manzana es de origen desconocido, descubierto por Patrick Flanagan, jardinero jefe de Sir Thomas Harr, "Stowe Hall", Downham, Norfolk. Fue mencionado por William Forsyth en 1803. Fue introducido por Patrick Flanagan a la "Horticultural Society of London" en 1820. Las frutas son un poco suaves, de textura bastante fina, muy jugosas y ácidas. Se adapta a los usos de la cocina muy bien, rompiendo completamente.
Esta variedad de manzana está recomendada para zonas de rusticidad USDA Hardiness Zones mínima de 5 a máxima de 9.

## Sinónimos
- "Drap d’Or",
- "Glow of the West",
- "Golden Stranger",
- "Gough’s Seedling",
- "Ivanhoe",
- "John Peel",
- "Lady Richardson",
- "Lord Clyde",
- "Lord Glyde",
- "Lord Stanwick",
- "Peper’s Fall",
- "Rutlandshire Foundling",
- "Terraughtie Short Meg".

## Historia
'Golden Noble' es una variedad de manzana descubierta como una plántula casual por Patrick Flanagan, jardinero de Sir Thomas Harr de "Stowe Hall" en un viejo huerto en Downham, Norfolk Inglaterra (Reino Unido). Flanagan exhibió la fruta en la "London Horticultural Society" en 1820. Una variedad popular en la Inglaterra Eduardiana cultivada comercialmente hasta la década de 1930. Sigue siendo una variedad de jardín popular en Inglaterra.
'Golden Noble' se cultiva en la National Fruit Collection con el número de accesión: 1974-407 y Accession name: Golden Noble.

## Características
'Golden Noble' tiene un tiempo de floración que comienza a partir del 10 de mayo con el 10% de floración, para el 16 de mayo tiene una floración completa (80%), y para el 24 de mayo tiene un 90% de caída de pétalos. Esta variedad de manzana está recomendada para zonas de rusticidad USDA Hardiness Zones mínima de 5 a máxima de 9.
'Golden Noble' tiene una talla de fruto de grande; forma globoso-cónica, generalmente con uno de los lados torcido, altura 65.30 mm y anchura 75.98 mm; con nervaduras muy débiles, y con corona débil; epidermis con color de fondo verde pálido que madura a amarillo dorado, importancia del sobre color bajo, con color del sobre color rojizo, con sobre color patrón rubor sonrojado en la cara expuesta al sol, presenta pequeñas manchas de lenticelas rojizas, "russeting" (pardeamiento áspero superficial que presentan algunas variedades) bajo; cáliz pequeño y cerrado, colocado en una cuenca acanalada, estrecha y poco profunda; pedúnculo es corto y de espesor medio, asentado en una cuenca profunda y algo angosta contra una hinchazón carnosa que está rodeada de "russeting"; textura de la pulpa bastante fina, tierna, suave y color de la pulpa crema; sabor dulce, enérgico y muy afrutado.
Su tiempo de recogida de cosecha se inicia a principios de octubre. Se conserva bien durante seis meses en cámara frigorífica.
'Golden Noble' es el Parental-Padre de la variedades cultivares de manzana:
- Shoesmith
- Edward VII

## Usos
Excelente manzana de uso en cocina pues hace buenos pasteles de manzana, generalmente lo suficientemente dulces como para requerir muy poca azúcar y los gajos mantienen su forma. También es bueno para hacer jugo, y como manzana de sidra.